# Werth (Isselburg)
Werth is een plaats en voormalige gemeente in Noordrijn-Westfalen. Werth behoort sinds 1 januari 1975 tot de stad Isselburg. In 2003 telde Werth 1843 inwoners.

## Geschiedenis
Werth werd reeds in 1260 genoemd.

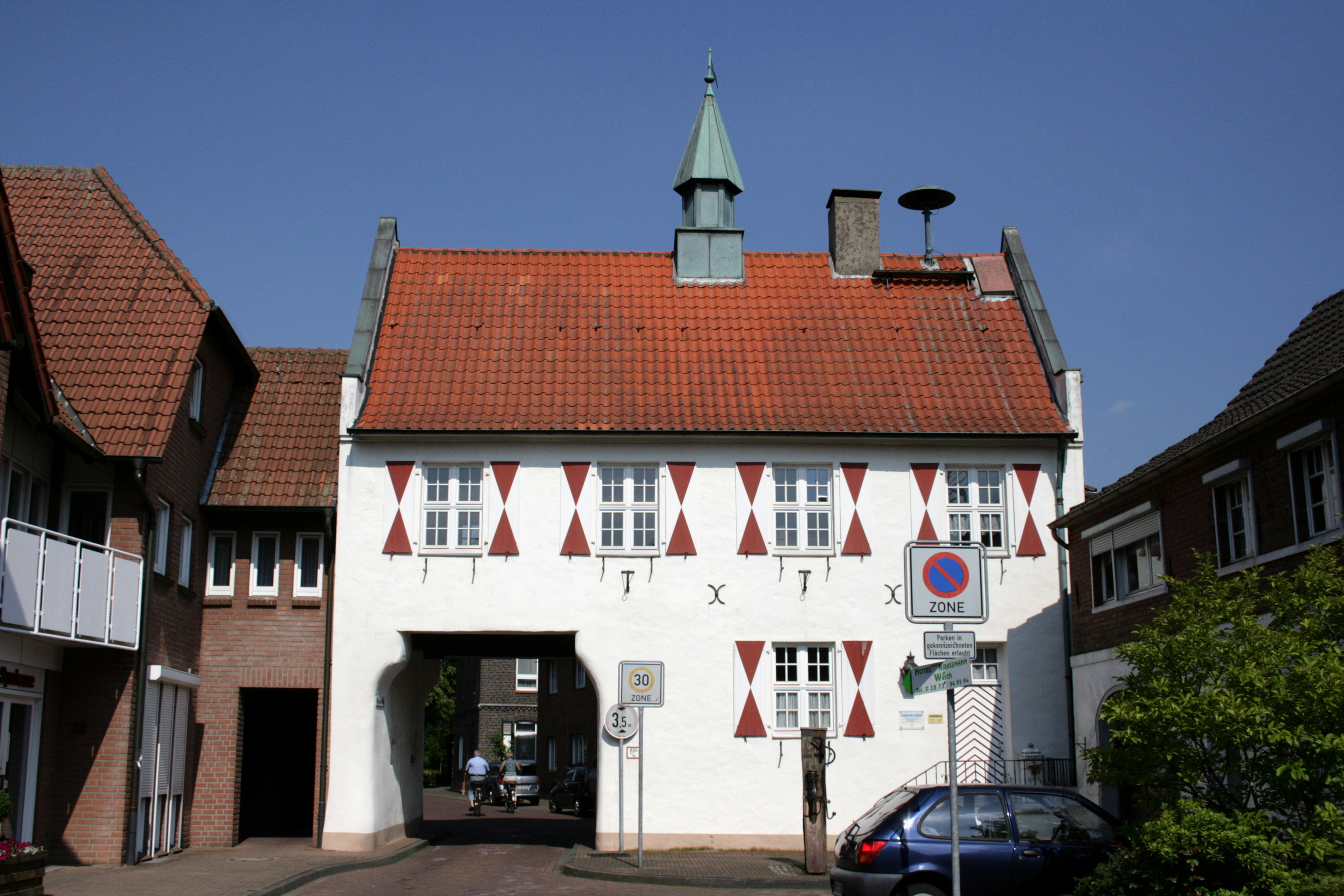
Voormalig raadhuis
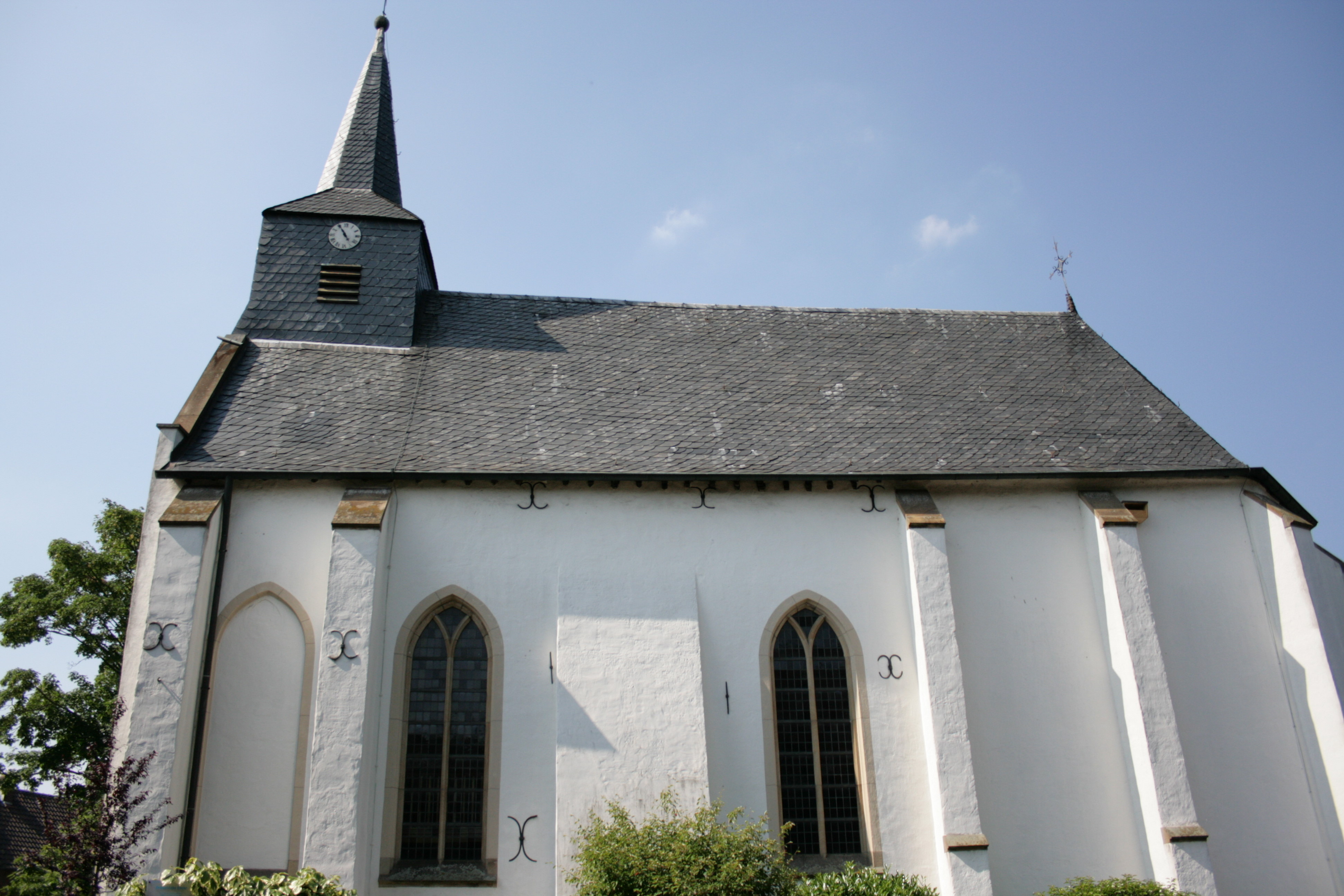
Protestantse kerk (1430)
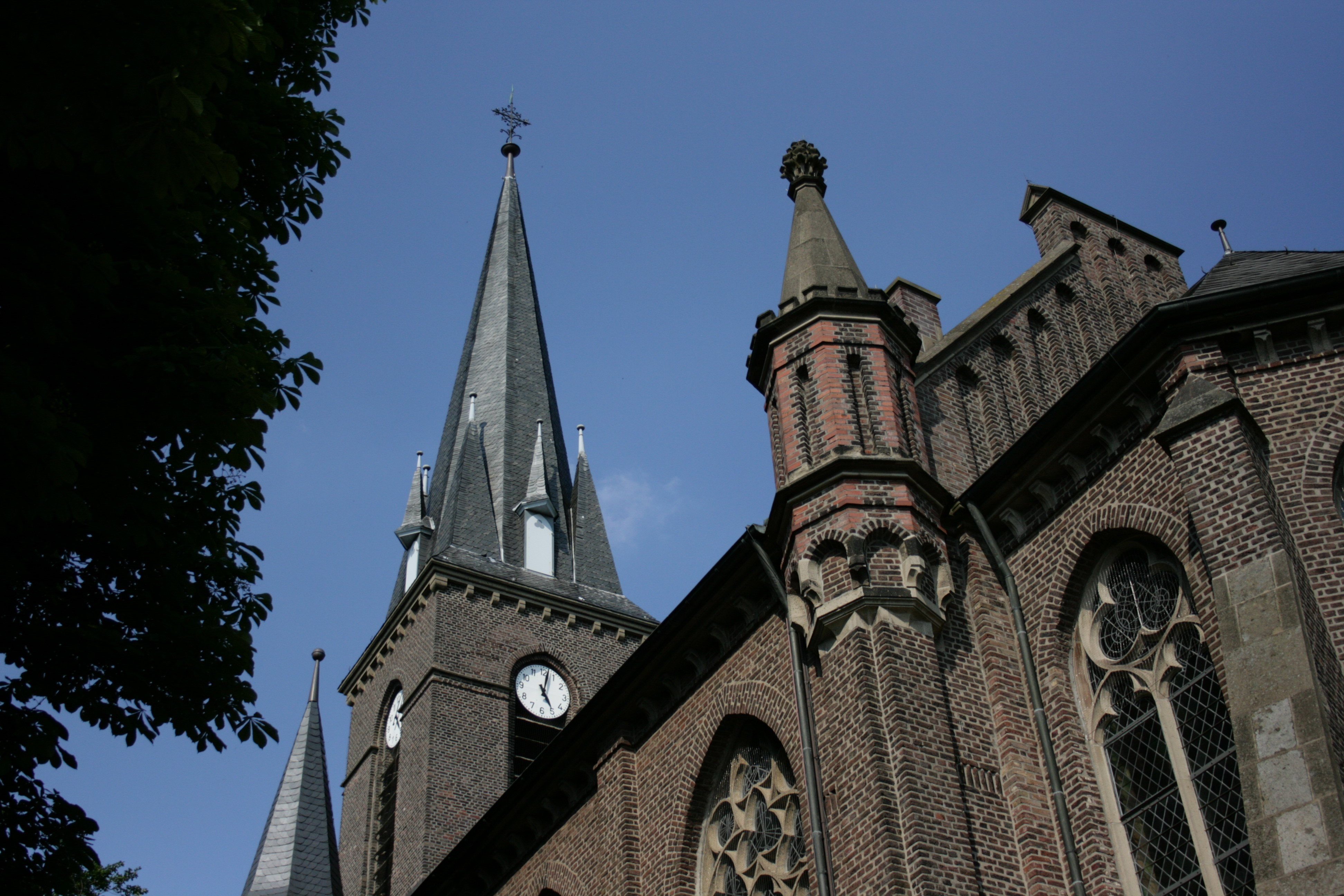
Peter und Paul Kirche (1886)
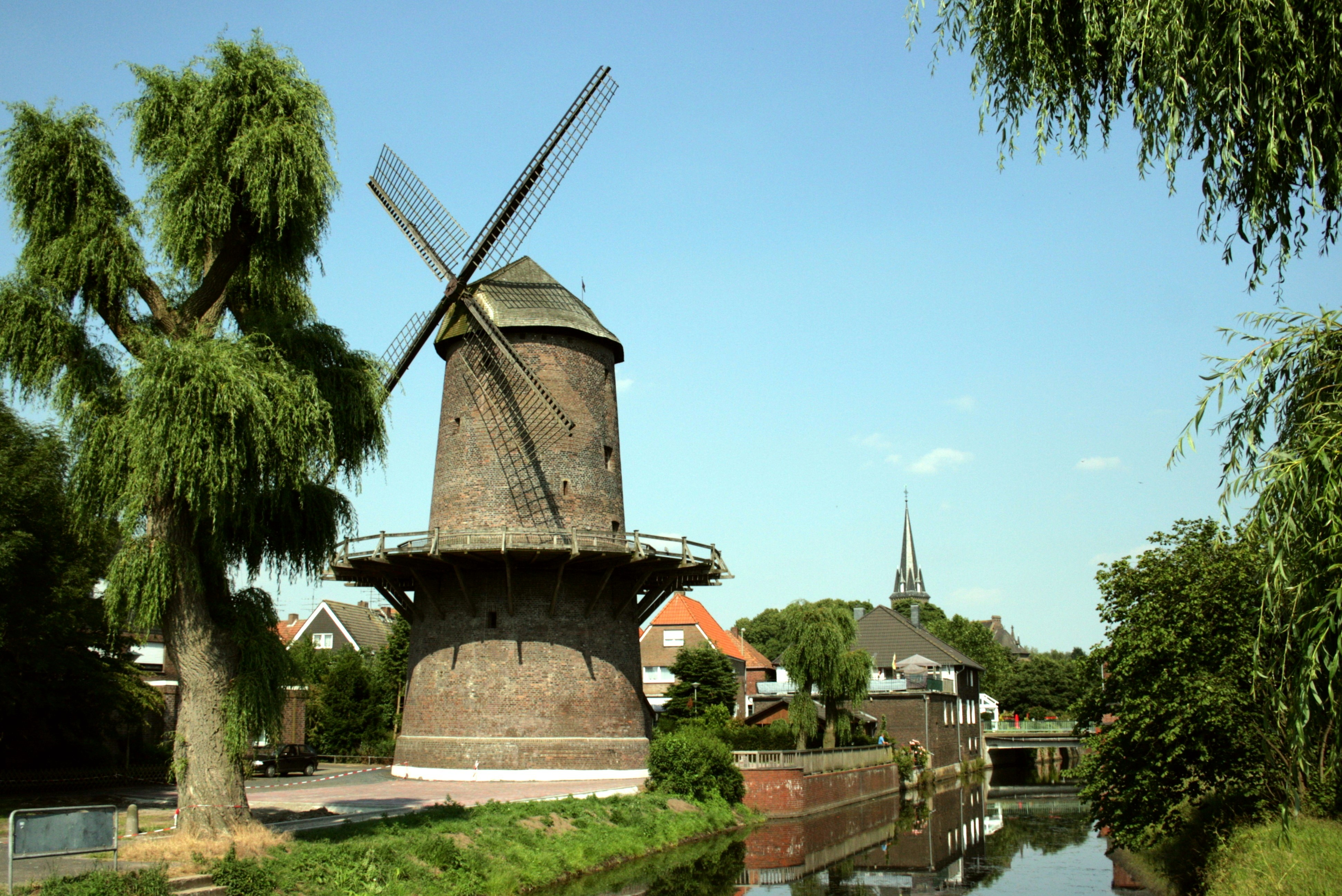
Turmwindmühle (1498)